# Antisoma wheeleri
Antisoma wheeleri är en mångfotingart som beskrevs av Chamberlin 1920. Antisoma wheeleri ingår i släktet Antisoma och familjen Dalodesmidae. Inga underarter finns listade i Catalogue of Life.